# 마이클 아티야
마이클 프랜시스 아티야(아랍어: مايكل عَطِيَّة, 영어: Michael Francis Atiyah IPA: [ˈmaɪkəl ˈfɹɑːnsɪs əˈtiːə], 1929년 4월 22일 ~ 2019년 1월 11일)는 영국의 수학자이다. 대수기하학과 미분기하학 및 대수적 위상수학 등 다양한 분야에 큰 업적을 남겼다.

## 생애
1929년 4월 22일에 런던에서 4남매 가운데 장남으로 태어났다. 아버지 에드워드 살림 아티야(아랍어: ادوار سَلِيم عَطِيَّة, 영어: Edward Selim Atiyah)는 동방 정교회 신자이자 레바논 출신이며, 영국 옥스퍼드 대학교에 유학한 뒤 영국으로 이민하였다. 어머니 진 레벤스(영어: Jean Levens)는 스코틀랜드 출신이다. 동생 패트릭 아티야(영어: Patrick Atiyah)는 유명한 변호사가 되었다.
1934년부터 1941년까지 하르툼에서 학교를 다녔으며, 1941년부터 1945년까지 이집트의 카이로와 알렉산드리아에서 학교를 다녔다.
제2차 세계 대전 종전 후 영국으로 귀국하여 1945년부터 1947년까지 명문 사립 고등학교인 맨체서트 그래머 스쿨(영어: Manchester Grammar School)에 다녔으며 이후 공병대대에서 군복무를 마친 뒤 케임브리지 대학교 트리니티 칼리지에 입학하여 학사·박사 학위를 취득하였다. 그의 지도 교수는 윌리엄 밸런스 더글러스 호지였으며, 학위 논문은 대수기하학을 주제로 다루었다.
1957년부터 1958년까지는 케임브리지 대학교에서 연구원으로 있었으며, 1958년에 조교수(영어: lecturer)로 승진하였다. 1961년에 옥스퍼드 대학교 조교수가 되었으며, 1963년에 새빌 기하학 석좌교수(영어: Savilian Professor of Geometry)로 승진하였다.옥스퍼드 대학교에서 사이먼 도널드슨·나이절 히친·그레임 시걸·피터 크론하이머 등을 지도하였다.
1966년에 37세의 나이로 필즈상을 수상하였으며, 1968년에는 왕립학회에서 수여하는 로열 메달을 받았다
1974년부터 1976년까지 런던 수학회 회장직을 역임하였고 1988년에 왕립학회에서 수여하는 코플리 메달을 받았다.
1990년에 케임브리지 대학교에서 아이작 뉴턴 연구소(영어: Isaac Newton Institute)를 창설하였고, 초대 소장직을 역임하였다. 1990년부터 1995년에는 왕립학회의 회장직을 역임하였다. 또한 국제한림원연합회 및 유럽 수학 협회(European Mathematical Society) 등을 세우는 데에도 공헌했다. 1990년부터 1995년까지 케임브리지 대학교 트리니티 칼리지의 학장을 맡았다.
1997년에 교수직에서 정년 퇴직했으며, 이후 에든버러 대학교 명예교수 및 레스터 대학교 명예총장직 등 명예직함만을 보유하고 있다. 2004년에 이저도어 싱어 교수와 함께 아티야-싱어 지표 정리에 대한 공로로 아벨상을 수상하였다.

## 업적
아티야는 프리드리히 히르체브루흐와 더불어 대수적 위상수학의 한 분야인 위상 K이론을 창시하였다. 또한 물리학의 게이지 이론에 기여를 하였고, 이는 차후 에드워드 위튼이 필즈상을 받은 업적의 기반이 되었다.
아티야는 하버드 대학교의 교수였던 라울 보트와 매사추세츠 공과대학교의 교수였던 이저도어 싱어 등 저명한 수학자들과 공동연구를 하였다. 싱어와 아티야는 아티야-싱어 지표 정리를 증명하였는데, 이 정리는 표현론, 열 방정식, 다양체 이론 등 많은 분야에 적용되어 좋은 결과를 내었다.

## 서훈
- 1983년 기사작위(Knight Bachelor) 서임[1]
- 1992년 메리트 훈장(Order of Merit; OM)[2]